# As Long as He Needs Me
As Long as He Needs Me est une chanson britannique de Georgia Brown, écrite et composée par Lionel Bart, extraite de la comédie musicale Oliver!, et sortie en 1960. Cette version ne rentre pas dans le hit-parade mais est suivie quelques semaines plus tard d'une reprise de Shirley Bassey qui reste 57 semaines au UK Singles Chart, y atteignant le no 3. À la suite de la création à Broadway d'Oliver! en 1963, la comédie musicale reçoit trois Tony Awards et As Long as He Needs Me est nommée la même année au Grammy Award de la chanson de l'année, toujours dans la version de Brown. As Long as He Needs Me est depuis devenue un standard.
Une version masculine de la chanson existe sous le titre de As Long as She Needs Me. On peut notamment citer l'interprétation de Sammy Davis Jr., enregistrée en 1963.

## Versions

### Single de Shirley Bassey
Singles de Shirley Bassey
The Birth of the Blues
(1960) You'll Never Know
(1961)
Enregistrée par, :
- Ann-Margret
- Lionel Bart (instrumental)
- Josephine Barstow
- Shirley Bassey
- Georgia Brown
- Anita Bryant
- Alma Cogan
- Kim Criswell
- Sammy Davis Jr. (As Long as She Needs Me)
- Doris Day
- Sally Dexter
- Bob Dorough
- The Drifters (As Long as She Needs Me)
- Maureen Evans
- Percy Faith (instrumental)
- Michael Feinstein (As Long as She Needs Me)
- Maynard Ferguson (instrumental)
- Ferrante & Teicher
- Micky Finn (instrumental)
- Connie Fisher
- Judy Garland
- Eydie Gormé
- Buddy Greco (As Long as She Needs Me)
- Bobby Hackett (instrumental)
- Gene Harris (instrumental)
- Houston
- Joni James
- Anita Kerr
- Bonnie Langford
- Steve Lawrence (As Long as She Needs Me)
- Liberace (As Long as She Needs Me)
- Patti LuPone
- Mantovani (instrumental)
- Andrea McArdle (As Long as She Needs Me)
- Matt Monro (As Long as She Needs Me)
- Vaughn Monroe (As Long as She Needs Me)
- Peter Nero (As Long as She Needs Me)
- Dave Pike (instrumental)
- Gene Pitney (As Long as She Needs Me)
- Jodie Prenger
- Frankie Randall (As Long as She Needs Me)
- Lea Salonga
- Kate Smith
- Sonia Swaby
- Sally Ann Triplett
- Sarah Vaughan
- Shani Wallis
- Dionne Warwick
- Marti Webb
- Nancy Wilson
- Barbara Windsor